# Andrejs Piedels
Andrejs Piedels (ur. 17 września 1970 w Jēkabpils) – piłkarz łotewski grający na pozycji bramkarza.

## Kariera klubowa
Piłkarską karierę Piedels rozpoczął w stolicy kraju Rydze, w tamtejszej Pārdaugavie Ryga. W jej barwach zadebiutował w pierwszej lidze łotewskiej w 1992 roku. W 1994 roku został pierwszym bramkarzem DAG Ryga, a rok później odszedł do Amstrig Ryga. Dla tego klubu zdobył 5 goli, wszystkie ze stałych fragmentów gry. W 1996 roku został zawodnikiem Daugavy Ryga. Wywalczył z nią dwukrotnie z rzędu wicemistrzostwo kraju. W 1998 roku trafił do najbardziej utytułowanego klubu w kraju, Skonto Ryga. W nim początkowo rywalizował z Aleksandrsem Kolinką, który w 2000 roku odszedł do Crystal Palace F.C. wtedy też Piedels stał się pierwszym bramkarzem klubu. Już w 1998 roku został mistrzem Łotwy, a następnie sukces ten powtórzył jeszcze sześciokrotnie w latach 1999–2004. Trzykrotnie w swojej karierze zdobył Puchar Łotwy w latach 1998, 2000, 2001 i 2002. W 2008 roku odszedł ze Skonto do FK Jūrmala. Następnie grał w Daugavie Ryga i JFK Olimps, w którym w 2010 roku zakończył karierę.

## Kariera reprezentacyjna
W reprezentacji Łotwy Piedels zadebiutował w 21 kwietnia 1998 roku w przegranym 1:2 meczu Baltic Cup z Litwą. W 2004 roku został powołany przez Aleksandrsa Starkovsa do kadry na Euro 2004. Tam był rezerwowym dla Aleksandrsa Koļinki i nie wystąpił w żadnym spotkaniu. Karierę reprezentacyjną zakończył w 2005 roku. W kadrze narodowej rozegrał 14 spotkań.